# William Greer
William Robert Greer (22 de Setembro de 1909 - 23 de Fevereiro de 1985) foi um agente do Serviço Secreto dos EUA, mais conhecido por ser o motorista da limusine presidencial do presidente John F. Kennedy na carreata de Dealey Plaza em Dallas, no Texas, em 22 de novembro de 1963, quando o presidente foi assassinado.

## História
Greer nasceu em uma fazenda em Stewartstown, County Tyrone, na Irlanda, e emigrou para os Estados Unidos em 1929. Após trabalhar por mais de uma década como chofer e servente de várias famílias ricas nas áreas de Boston e Nova York, incluindo a família Lodge e vários anos com Franklin Q. Brown em Dobbs Ferry, NY (o censo de 1940 o aponta como servente de Franklin Brown em Dobbs Ferry e no testemunho de Greer na Comissão Warren, ele disse que trabalhou para uma "família privada" em Dobbs Ferry por "13 anos" antes de se alistar na Marinha em 1942), Greer alistou-se na Marinha dos EUA na Segunda Guerra Mundial, foi designado para o iate presidencial em Maio de 1944, foi dispensado em 18 de Setembro de 1945 e então se juntou ao Serviço Secreto dos Estados Unidos em 1 de Outubro de 1945.
Greer assumiu um papel próximo a Kennedy e pode ser visto em várias fotos com a família Kennedy. Ele foi motorista do presidente em muitas ocasiões, incluindo o dia do assassinato. Como todos os agentes envolvidos, ele tem sido alvo de muita especulação e crítica por suas ações naquele dia. Greer, junto com os agentes do Serviço Secreto Roy Kellerman, Clint Hill e Rufus Youngblood, prestaram depoimentos à Comissão Warren em Washington, DC em 9 de Março de 1964.
Teorias da conspiração infundadas afirmam que na filmagem de Abraham Zapruder, Greer aparece dando o tiro fatal em Kennedy. Mas uma análise atenta indica que aquilo que aparece brilhando na imagem não é um revólver, e sim o cabelo do agente Roy Kellerman, que estava ao lado de Greer.
Greer aposentou-se por invalidez do Serviço Secreto em 1966 devido a uma úlcera estomacal que piorou após o assassinato de Kennedy. Em 1973 ele se mudou para Waynesville, Carolina do Norte, onde morreu de câncer.

## Análise e Crítica
Os procedimentos do Serviço Secreto em vigor na época não permitiram que Greer agisse sem as ordens do agente sênior Roy Kellerman, que estava à direita de Greer. Kellerman afirmou que gritou para Greer: "Vamos sair da linha, fomos atingidos", mas Greer aparentemente se virou pra olhar para Kennedy, iniciando um atraso fatal, antes de acelerar o carro para fora da zona de perigo. Como Roy Kellerman disse ao escritor William Manchester: "Greer então olhou pra parte de trás do carro. Talvez ele não tenha acreditado em mim".
Nenhum agente foi repreendido ou punido por suas ações durante o tiroteio, mas, em particular, Jackie Kennedy criticava duramente o desempenho dos agentes, especialmente o                  de Greer, comparando seus esforços aos de "Maud Shaw" (a babá dos filhos de Kennedy). Greer mais tarde entregou um sincero pedido de desculpas a ela.